# Горки (Столбцовский район)
Го́рки (бел. Горкі) — агрогородок в Столбцовском районе Минской области Беларуси, в составе Вишневецкого сельсовета. До 2013 года входил в Воротищенский сельсовет. Население 291 человек (2009).

## География
Горки находятся в 12 км к юго-западу от Столбцов. Рядом с селом проходит ж/д магистраль Минск — Брест, в 2 км от Горок имеется платформа Осиповщина. С севера к Горкам примыкает деревня Савони, с востока — Жатерево. В 3 км к северу проходит автодорога Р2, с которой Горки соединены местной дорогой. Местность принадлежит бассейну Немана, у Горок начинается небольшая речка Жатеревка, впадающая в Неман у села Новый Свержень.

## Достопримечательности
В XIX веке в селе существовала дворянская усадьба Магнышевских. От неё остался бывший усадебный дом, перестроенный в жилой дом и фрагменты парка